# 제136보병사단 조바니 파시스티
제136보병사단 "조바니 파시스티"(136th Infantry Division Giovani Fascisti)는 제2차 세계 대전에 참전한 이탈리아 육군의 보병사단이다. 청년 파시스트 대학교 출신 지원군으로 구성되었으며 북아프리카 전역에 참전했다.

## 부대 편성
- 136보병연대
  - 1대대
  - 2대대
- 8저격연대
- 136포병연대
- 25공병대대